# Élection présidentielle américaine de 1900
L'élection présidentielle américaine de 1900 est la 29e élection présidentielle depuis l'adoption de la Constitution américaine en 1787. Elle se déroule le mardi 6 novembre 1900. Le président républicain William McKinley l'emporte une seconde fois face au démocrate William Jennings Bryan, comme lors de l'élection de 1896. Le retour de la prospérité économique et la victoire récente dans la guerre contre l'Espagne ont permis à McKinley de remporter une victoire très nette. William McKinley meurt toutefois assassiné un an après l'élection, en septembre 1901.

## Primaires

### Parti républicain
La Convention nationale du Parti républicain s'est déroulée du 19 au 21 juin 1900 à Philadelphie. William McKinley est nommé pour un second mandat par acclamations. La Convention choisit Theodore Roosevelt comme candidat à la vice-présidence, Garret Hobart, le vice-président précédent, étant mort en 1899.

### Parti démocrate
La Convention nationale du Parti démocrate s'est déroulée au début du mois de juillet 1900 à Kansas City. William Jennings Bryan n'avait plus de concurrent depuis le retrait, en mai, de George Dewey. Ce dernier, amiral dans l'US Navy et héros de la guerre hispano-américaine de 1898, avait multiplié les déclarations maladroites dans la presse et s'était finalement retiré de la course, annonçant son soutien à William Jennings Bryan.
Adlai Ewing Stevenson, qui avait déjà été vice-président sous Cleveland de 1893 à 1897, est choisi comme candidat à la vice-présidence.

## Résultats
| Candidats               | Parti | Parti                    | État          | Vote populaire | Vote populaire | Grands électeurs |
| Candidats               | Parti | Parti                    | État          | Voix           | %              | Grands électeurs |
| ----------------------- | ----- | ------------------------ | ------------- | -------------- | -------------- | ---------------- |
| William McKinley        |       | Parti républicain        | Ohio          | 7 218 283      | 51,66          | 292              |
| William Jennings Bryan  |       | Parti démocrate          | Nebraska      | 6 358 149      | 45,51          | 155              |
| John G. Woolley (en)    |       | Parti de la prohibition  | Illinois      | 209 132        | 1,50           | 0                |
| Eugene Victor Debs      |       | Parti social-démocrate   | Indiana       | 86 973         | 0,62           | 0                |
| Wharton Barker (en)     |       | Parti populiste          | Pennsylvanie  | 50 847         | 0,36           | 0                |
| Joseph F. Malloney (en) |       | Parti ouvrier socialiste | Massachusetts | 40 968         | 0,29           | 0                |
| Autres                  |       |                          |               | 7 494          | 0,05           | 0                |
| Total                   | Total | Total                    | Total         | 13 971 846     | 100,00         | 447              |